# Chris Fedak
Chris Fedak, pseudonimo di Christopher Scott Fedak (20 agosto 1975), è uno sceneggiatore e produttore televisivo statunitense.
È conosciuto soprattutto per essere stato produttore della serie televisiva Chuck (assieme a Josh Schwartz), Prodigal Son, Forever, Legends of Tomorrow e Deception.

## Biografia
Ha frequentato l'Università della California del Sud.
Non ci sono dettagli riguardo alla sua infanzia, questo perché ha raramente rivelato la sua vita personale.
Non è stato collegato ad alcuna notevole controversia e non ci sono voci sulla sua vita e carriera al momento.
Fedak è uno stretto collaboratore di Josh Schwartz, con cui creò la serie televisiva Chuck, che fu il suo primo credito televisivo. Secondo quanto dichiarato da Josh Schwartz, l'idea di Chuck venne originariamente in mente a Fedak: "Un ragazzo di nome Chris Fedak, con cui sono andato al college, mi ha lanciato il concetto iniziale. Ho pensato che ci fosse una vera opportunità per uno spettacolo davvero divertente, mentre pensava al thriller. Abbiamo iniziato a parlare avanti e indietro e si è evoluto da lì. Abbiamo escogitato qualcosa che è una fusione di entrambe le nostre sensibilità - è stata una collaborazione davvero divertente".
Fedak non è attivo sui social media. Non ha un account ufficiale né su Twitter né su Instagram. Inoltre, non è attivo su Facebook.

## Filmografia parziale

### Sceneggiatore
- Ambulance, regia di Michael Bay (2022)

### Produttore

#### Televisione
- Prodigal Son - serie TV, 17 episodi (2019-2020)
- Deception - serie TV, 13 episodi (2018)
- Legends of Tomorrow - serie TV, 33 episodi (2016-2017)
- Forever - serie TV, 21 episodi (2014-2015)
- Chuck - serie TV, 85 episodi (2007-2012)

#### Webserie
- Chuck: Morgan's Vlog, web-serie, 4 episodi Produttore Esecutivo (2008)